# Eddie Santiago

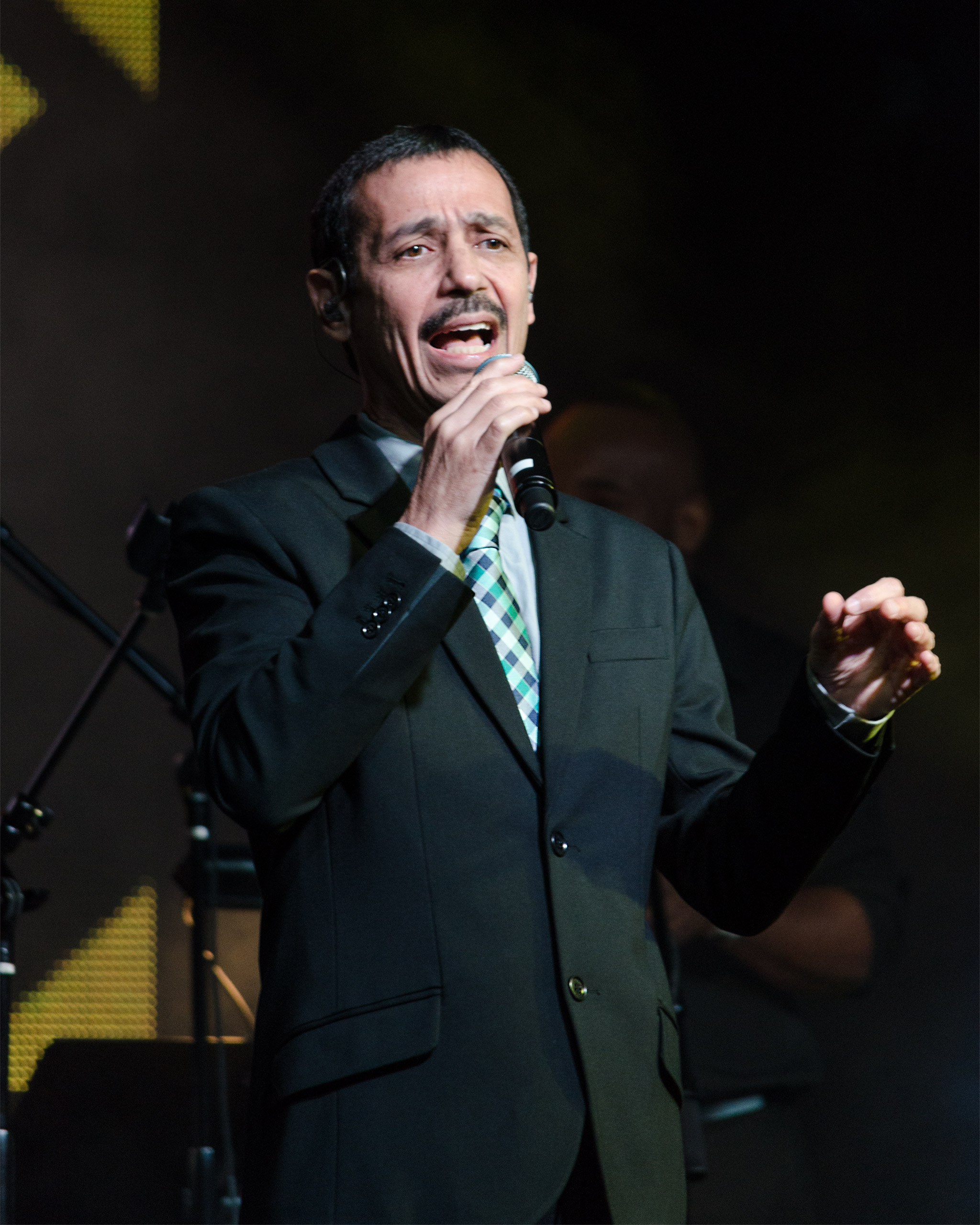
Eddie Santiago, 2014

Eddie Santiago, eigentlich Eduardo Santiago Rodríguez (* 18. August 1955 in Toa Alta, Puerto Rico), ist ein puerto-ricanischer Salsamusiker.

## Werdegang
Schon in seiner frühen Jugend begeisterte sich Eddie Santiago für die Salsamusik. Später trat er verschiedenen Bands wie Generación 2000, Orquesta La Potente, Orquesta Opus und Orquesta Saragüey bei.
Seine Karriere als Solokünstler startete 1984 in Puerto Rico und anderen Ländern Lateinamerikas mit Hits wie Mía, Tú me quemas, Que Locura Enamorarme de Ti, Me Fallaste, Antidoto y Veneno, Jamás, Tú me Haces Falta, Todo empezó und seinem bislang größten Erfolg Lluvia. In den 1980er und 1990er Jahren gehörte er in den Vereinigten Staaten und in Europa mit zu den bekanntesten Salsakünstlern. Er ist zusammen mit Lalo Rodríguez, Pedro Conga, David Pabón, Galy Galiano, Luis Enrique und anderen einer der Hauptvertreter der Stilrichtung „Salsa Romántica“ beziehungsweise „Salsa Erótica“.
Eddie Santiago arbeitete zunächst mit Sony Music zusammen und hatte später Plattenverträge bei den Labels Rodven Records, PolyGram, TH, EMI Latin und Musical Productions (MP). Einer der Titel war der von Rafael Hernández inspirierte Song Enamorado. Im Jahr 1999 erschien sein Album Celebration: Epic Duets, das er zusammen mit anderen Stars wie Victor Manuelle, Huey Dunbar und Elvis Crespo aufnahm und von der National Foundation for Popular Culture Puerto Ricos als eine der besten Aufnahmen des Jahres 1999 bezeichnet wurde. Eddie Santiago gewann neben anderen Auszeichnungen und Preisen mehrere Goldene und Platin-Schallplatten.
Nach langer Pause veröffentlichte er 2004 sein neues Album Después del Silencio, das als bestes Salsa/Merengue-Album bei den Grammy Awards 2006 nominiert wurde. Sein Lied Black is Black wurde in den Soundtrack des Films Nacho Libre aufgenommen.

## Stil und Bedeutung
Eines seiner bedeutendsten Lieder ist Lluvia, in dem er von unerfüllter Liebe und Gefühlskälte singt.

## Diskografie

### Alben
| Jahr | Titel                  | Höchstplatzierung, Gesamtwochen, AuszeichnungChartsChartplatzierungen (Jahr, Titel, Platzierungen, Wochen, Auszeichnungen, Anmerkungen) | Anmerkungen |
| Jahr | Titel                  | Latin | Anmerkungen |
| ---- | ---------------------- | --- | ----------- |
| 1993 | Cada Vez Otra Vez      | Latin49 (1 Wo.)Latin |             |
| 1999 | Celebracion Epic Duets | Latin8 (5 Wo.)Latin |             |
| 2013 | Iconos: 25 Exitos      | Latin36 (2 Wo.)Latin |             |

Weitere Alben
- Atrevido y Diferente (1986)
- Sigo Atrevido (1987)
- Invasión de la Privacidad (1988)
- El Rey de la Salsa Romantica (1989)
- New Wave Salsa (1990)
- Soy el Mismo (1991)
- Intensamente (1993)
- Eddie Santiago (1995)
- De Vuelta a Casa (1996)
- Enamorado (1998)
- Ahora (2001)
- Interpreta "Los Grandes Exitos de Luis Angel"  (2002)
- Despues del Silencio (2005)
- En su Estilo... Romantico y Sensual (2006)

### Singles
| Jahr | Titel Album                                         | Höchstplatzierung, Gesamtwochen, AuszeichnungChartsChartplatzierungen (Jahr, Titel, Album, Platzierungen, Wochen, Auszeichnungen, Anmerkungen) | Anmerkungen     |
| Jahr | Titel Album                                         | Latin | Anmerkungen     |
| ---- | --------------------------------------------------- | --- | --------------- |
| 1986 | Tu me quemas Atrevido y Diferente                   | Latin10 (12 Wo.)Latin |                 |
| 1987 | Que locura enamorarme de ti Atrevido y Diferente    | Latin13 (24 Wo.)Latin |                 |
| 1987 | Nadie mejor que tu Atrevido y Diferente             | Latin16 (19 Wo.)Latin |                 |
| 1988 | Lluvia Sigo Atrevido                                | Latin4 (28 Wo.)Latin |                 |
| 1988 | Todo empozo Sigo Atrevido                           | Latin19 (9 Wo.)Latin |                 |
| 1988 | Hagamoslo Sigo Atrevido                             | Latin31 (8 Wo.)Latin |                 |
| 1988 | Insaciable Sigo Atrevido                            | Latin34 (1 Wo.)Latin |                 |
| 1989 | Tu me haces falta Invasión de la Privacidad         | Latin9 (12 Wo.)Latin |                 |
| 1989 | Antidoto y veneno Invasión de la Privacidad         | Latin18 (8 Wo.)Latin |                 |
| 1989 | Me fallaste Invasión de la Privacidad               | Latin16 (16 Wo.)Latin |                 |
| 1989 | Mia Invasión de la Privacidad                       | Latin19 (8 Wo.)Latin |                 |
| 1990 | Me Hiciste Caer New Wave Salsa                      | Latin13 (10 Wo.)Latin |                 |
| 1991 | Me Faltas Tu Soy el Mismo                           | Latin9 (11 Wo.)Latin |                 |
| 1992 | Hasta Aqui Te Fui Fiel Soy el Mismo                 | Latin8 (13 Wo.)Latin |                 |
| 1992 | Deseos Soy el Mismo                                 | Latin35 (2 Wo.)Latin |                 |
| 1993 | Vivo Para Ti Intensamente                           | Latin24 (5 Wo.)Latin |                 |
| 1993 | Jamas Cada Vez Otra Vez                             | Latin22 (10 Wo.)Latin |                 |
| 1994 | El Triste Cada Vez Otra Vez                         | Latin28 (4 Wo.)Latin |                 |
| 2000 | Que locura enamorarme de ti Celebracion: Epic Duets | Latin22 (8 Wo.)Latin | mit Huey Dunbar |

## Auszeichnungen für Musikverkäufe
| Goldene Schallplatte - Spanien - 2024: für die Single Que locura enamorarme de ti |

| Land/RegionAuszeichnungen für Musikverkäufe (Land/Region, Auszeichnungen, Verkäufe, Quellen) | Gold  | Platin | Verkäufe | Quellen             |
| -------------------------------------------------------------------------------------------- | ----- | ------ | -------- | ------------------- |
| Spanien (Promusicae)                                                                         | Gold1 | —      | 30.000   | elportaldemusica.es |
| Insgesamt                                                                                    | Gold1 | —      |          |                     |